# اردن در المپیک تابستانی ۲۰۲۴
کاروان المپیکی اردن متشکل از دوازده ورزشکار (۹مرد و ۳زن) بود که در رقابت‌های المپیک تابستانی ۲۰۲۴ به رقابت پرداختند. این مسابقات از ۲۶ ژوئیه تا ۱۱ اوت ۲۰۲۴ (۵ تا ۲۱ امرداد ۱۴۰۳ خورشیدی) به میزبانی پاریس، پایتخت فرانسه برگزار شد. این حضور، دوازدهمین حضور کاروانی از اردن در بازی‌های المپیک تابستانی بود.
درپایان این دوره از بازی‌ها، اردن با کسب یک مدال نقره، رتبه ۷۴ را در رده‌بندی المپیک کسب کرد.

## فهرست مدال‌آوران
| مدال | نام      | ورزش    | رویداد      | تاریخ |
| ---- | -------- | ------- | ----------- | ----- |
| نقره | زید کریم | تکواندو | ۶۸ک.گ مردان | ۸ اوت |

| مدال براساس ورزش | مدال براساس ورزش | مدال براساس ورزش | مدال براساس ورزش | مدال براساس ورزش |
| ---------------- | ---------------- | ---------------- | ---------------- | ---------------- |
| ورزش             | 1                | 2                | 3                | کل               |
| تکواندو          | ۰                | ۱                | ۰                | ۱                |
| کل               | ۰                | ۱                | ۰                | ۱                |

| مدال براساس جنسیت | مدال براساس جنسیت | مدال براساس جنسیت | مدال براساس جنسیت | مدال براساس جنسیت |
| ----------------- | ----------------- | ----------------- | ----------------- | ----------------- |
| جنسیت             | 1                 | 2                 | 3                 | کل                |
| زن                | ۰                 | ۰                 | ۰                 | ۰                 |
| مرد               | ۰                 | ۱                 | ۰                 | ۱                 |
| مختلط             | ۰                 | ۰                 | ۰                 | ۰                 |
| کل                | ۰                 | ۱                 | ۰                 | ۱                 |

| مدال براساس تاریخ | مدال براساس تاریخ | مدال براساس تاریخ | مدال براساس تاریخ | مدال براساس تاریخ | مدال براساس تاریخ |
| ----------------- | ----------------- | ----------------- | ----------------- | ----------------- | ----------------- |
| تاریخ             | 1                 | 2                 | 3                 | کل                |                   |
| ۸ اوت             | ۰                 | ۱                 | ۰                 | ۱                 |                   |
| کل                | ۰                 | ۱                 | ۰                 | ۱                 |                   |

## شرکت‌کنندگان
در زیر ورزش‌های المپیکی که اردنی‌ها در آنها به رقابت پرداختند فهرست شده است.
| ورزش         | مردان | زنان | کل |
| ------------ | ----- | ---- | -- |
| و و میدانی   | ۱     | ۰    | ۱  |
| بوکس         | ۳     | ۰    | ۳  |
| ژیمناستیک    | ۱     | ۰    | ۱  |
| شنا          | ۱     | ۱    | ۲  |
| تنیس روی میز | ۱     | ۰    | ۱  |
| تکواندو      | ۲     | ۲    | ۴  |
| کل           | ۹     | ۳    | ۱۲ |

## دو و میدانی
یک ورزشکار اردنی توانست سهمیه حضور در مسابقات ماراتن را در المپیک کسب کند. او در نهایت با شکستن رکورد فصل خود، در جایگاه ۶۵ این رقابت‌ها قرار گرفت.

#### رویداد دو
| ورزشکاران     | رویداد       | نهایی      | نهایی |
| ورزشکاران     | رویداد       | نتیجه      | رتبه  |
| ------------- | ------------ | ---------- | ----- |
| معاث الخاولده | ماراتن مردان | ۲:۲۰:۰۱ SB | ۶۵    |

## بوکس
سه بوکسور اردنی سهمیه حضور در مسابقات المپیک را کسب کردند. عباده الکسبه با کسب پیروزی در مسابقات انتخابی در بوستو آرسیتسیو ایتالیا ، زید عشایش و حسین عشایش نیز در مسابقات جهانی انتخابی المپیک در بانکوک تایلند به مسابقات راه یافتند. آنها هیچکدام به مراحل نهایی نرسیدند و حذف شدند.
| ورزشکار      | رویداد         | دور یک‌شانزدهم‌نهایی        | دور یک‌هشتم‌نهایی             | یک‌چهارم‌نهایی               | نیمه‌نهایی   | نهایی       | نهایی       |
| ورزشکار      | رویداد         | رقیب نتیجه                | رقیب نتیجه                  | رقیب نتیجه                 | رقیب نتیجه  | رقیب نتیجه  | رتبه        |
| ------------ | -------------- | ------------------------- | --------------------------- | -------------------------- | ----------- | ----------- | ----------- |
| عباده الکسبه | سبک‌وزن مردان   | کلانسی (IRL) · پیروزی ۳–۲ | اومیا (FRA) · شکست ۰–۵      | پیشروی نکرد                | پیشروی نکرد | پیشروی نکرد | پیشروی نکرد |
| زید عشایش    | سنگین‌وزن مردان | شیمبرگنوف (KAZ) · پیروزی  | اوکازاوا (JPN) · پیروزی ۳–۲ | ریچاردسون (GBR) · شکست ۲–۳ | پیشروی نکرد | پیشروی نکرد | پیشروی نکرد |
| حسین عشایش   | میان‌وزن مردان  | Veočić (CRO) · شکست ۰–۵   | پیشروی نکرد                 | پیشروی نکرد                | پیشروی نکرد | پیشروی نکرد | پیشروی نکرد |

## ژیمناستیک

### هنری
برای نخستین‌بار در تاریخ، یک  ژیمناست اردنی سهمیه حضور در المپیک را برای کشورش کسب کرد. احمد ابوالسود توانست از طریق مسابقات انتخابی المپیک این سهمیه را بدست آورد و تاریخ‌سازی کرد.

#### مردان
| ورزشکار       | رویداد    | مقدماتی | مقدماتی | نهایی       | نهایی       |
| ورزشکار       | رویداد    | کل      | رتبه    | کل          | رتبه        |
| ------------- | --------- | ------- | ------- | ----------- | ----------- |
| احمد ابوالسود | پومل هورس | ۱۲٫۴۶۶  | ۵۱      | پیشروی نکرد | پیشروی نکرد |

## شنا
دو شناگر اردنی (یک مرد و یک زن) سهمیه حضور در المپیک را کسب کردند.
| ورزشکار      | رویداد                | مقدماتی | مقدماتی | نیمه‌نهایی   | نیمه‌نهایی   | نهایی       | نهایی       |
| ورزشکار      | رویداد                | زمان    | رتبه    | زمان        | رتبه        | زمان        | رتبه        |
| ------------ | --------------------- | ------- | ------- | ----------- | ----------- | ----------- | ----------- |
| عمرو الویر   | ۲۰۰متر کرال‌سینه مردان | ۲:۱۵٫۷۸ | ۲۳      | پیشروی نکرد | پیشروی نکرد | پیشروی نکرد | پیشروی نکرد |
| کارین بلبیسی | ۴۰۰متر آزاد زنان      | ۴:۳۷٫۳۰ | ۲۱      | —           | —           | پیشروی نکرد | پیشروی نکرد |

## تنیس روی میز
برای نخستین بار از المپیک ۲۰۰۸ یک ورزشکار از اردن توانست حضور خود در المپیک را تضمین کند. زید ابو یمن توانسته بود در مسابقات غرب آسیا ۲۰۲۴ به مقام قهرمانی برسد. این مسابقات در سلیمانیه عراق برگزار شده بود.
| ورزشکار    | رویداد        | مقدماتی               | دور ۱       | دور ۲       | دور ۳       | یک‌هشتم‌نهایی | یک‌چهارم‌نهایی | نیمه‌نهایی   | نهایی/ برنز | نهایی/ برنز |
| ورزشکار    | رویداد        | رقیب نتیجه            | رقیب نتیجه  | رقیب نتیجه  | رقیب نتیجه  | رقیب نتیجه  | رقیب نتیجه   | رقیب نتیجه  | رقیب نتیجه  | رتبه        |
| ---------- | ------------- | --------------------- | ----------- | ----------- | ----------- | ----------- | ------------ | ----------- | ----------- | ----------- |
| زید ابویمن | انفرادی مردان | دسای (IND) · شکست ۰–۴ | پیشروی نکرد | پیشروی نکرد | پیشروی نکرد | پیشروی نکرد | پیشروی نکرد  | پیشروی نکرد | پیشروی نکرد | پیشروی نکرد |

## تکواندو
چهار تکواندوکار اردنی توانستند حضور خود در بازی‌های المپیک را کسب کنند. زید کریم، صالح الشرباتی و جولیانا الصادق به دلیل قرار گرفتن در بین پنج رتبه برتر به این مسابقات راه یافتند. پس از آن، رما ابو الرب با توجه به پیروزی در کلاس خود در مرحله نیمه‌نهایی در مسابقات انتخابی المپیک آسیا ۲۰۲۴ در تایان چین به این مسابقات راه یافت.
| ورزشکار        | رویداد      | یک‌هشتم‌نهایی                | یک‌چهارم‌نهایی             | نیمه‌نهایی                | شانس‌مجدد    | نهایی / برنز              | نهایی / برنز |
| ورزشکار        | رویداد      | رقیب نتیجه                 | رقیب نتیجه               | رقیب نتیجه               | رقیب نتیجه  | رقیب نتیجه                | رتبه         |
| -------------- | ----------- | -------------------------- | ------------------------ | ------------------------ | ----------- | ------------------------- | ------------ |
| زید کریم       | ۶۸ک.گ مردان | پونتس (BRA) · پیروزی ۲–۱   | رچبر (TUR) · پیروزی ۲–۰  | سیندن (GBR) · پیروزی ۲–۱ | —           | Rashitov (UZB) · شکست ۰–۲ | 2            |
| صالح الشرباتی  | ۸۰ک.گ مردان | مارکز (BRA) · شکست ۰–۲     | پیشروی نکرد              | پیشروی نکرد              | پیشروی نکرد | پیشروی نکرد               | پیشروی نکرد  |
| جولیانا الصادق | ۶۷-ک.گ زنان | نایتاسی (FIJ) · پیروزی ۲–۰ | سونگ ژی (CHN) · شکست ۱–۲ | پیشروی نکرد              | پیشروی نکرد | پیشروی نکرد               | پیشروی نکرد  |
| رما ابوالرب    | ۶۷+ک.گ زنان | ابوفارس (MAR) · پیروزی ۲–۱ | کوش (TUR) · شکست ۱–۲     | پیشروی نکرد              | پیشروی نکرد | پیشروی نکرد               | پیشروی نکرد  |